# Avenue verte
Avenue verte London–Paris ist die Bezeichnung für einen internationalen Fahrradweg, der auf einer 470 km langen Route London mit Paris verbindet.
Die Strecke dieser Fahrradroute in Frankreich besteht überwiegend aus verkehrsarmen Straßen und mehreren grünen Wegen. Die wichtigsten sind der Weg durch das Pays de Bray (45 km) und der Weg durch das Tal der Epte (17 km von Bray-et-Lû nach Gisors). Nach einer Fährüberfahrt von Dieppe nach Newhaven verläuft die Strecke im Vereinigten Königreich bis nach London auf dem von der britischen Organisation Sustrans erstellten nationalen Netz von Fahrradwegen (National Cycle Network (NCN)).
Die Länge der vorgeschlagenen Routen: in Frankreich von Paris nach Dieppe 211 km für die direkteste Route über Argenteuil, Bezons, Gisors, das Tal der Levrière; 312 km für die Route über Beauvais (TransOise-Route) und 246 km für eine Route, die größtenteils durch Croissy-sur-Seine, Gisors, Saint-Germer-de-Fly, Gournay-en-Bray abgesteckt ist; im Vereinigten Königreich 160 km von Newhaven nach London.

## Geschichte
Das Projekt Avenue verte Paris–London (oder London–Paris) wurde ins Leben gerufen, als das Département Seine-Maritime den ersten Abschnitt des Grünen Wegs von Serqueux nach Saint-Aubin-le-Cauf einrichtete, der am 1. Juli 2003 auf diesem Teil der damals kürzlich stillgelegten Strecke von Saint-Denis nach Dieppe eröffnet wurde. Die Avenue verte wurde später um fünf Kilometer bis nach Arques-la-Bataille, sieben Kilometer von Dieppe entfernt, und bis nach Forges-les-Eaux am anderen Ende verlängert. Damit waren 45 km auf durchgehendem eigenen Gelände abseits des Verkehrs. Dieses Projekt wird in der Region Île-de-France von Anfang an von einem Vereinskollektiv unterstützt, das sich für die Realisierung einer Strecke entlang der Seine, der Coulée verte des bateliers, einsetzt.

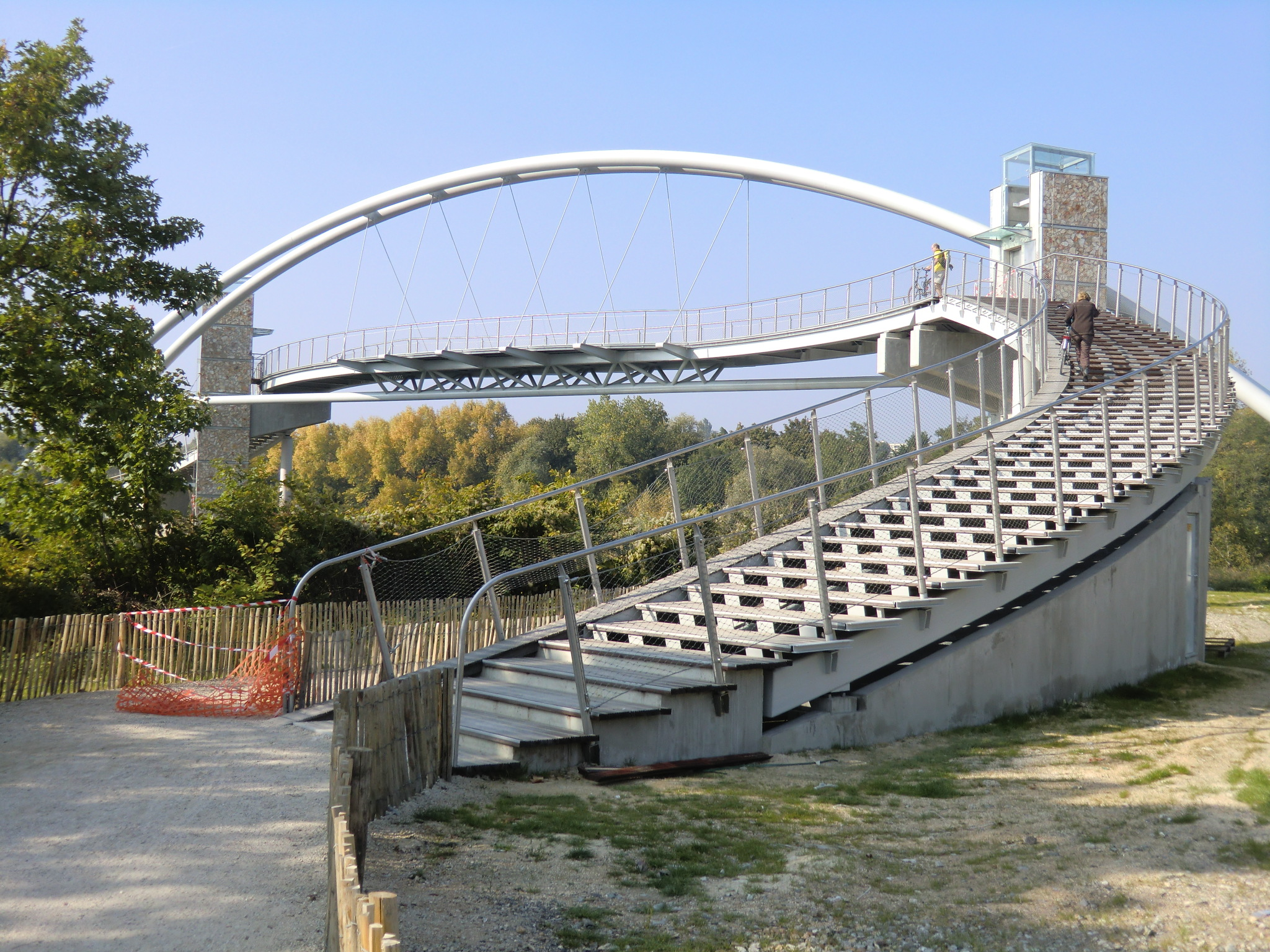
Fußgängerbrücke in Nanterre (Hauts-de-Seine)
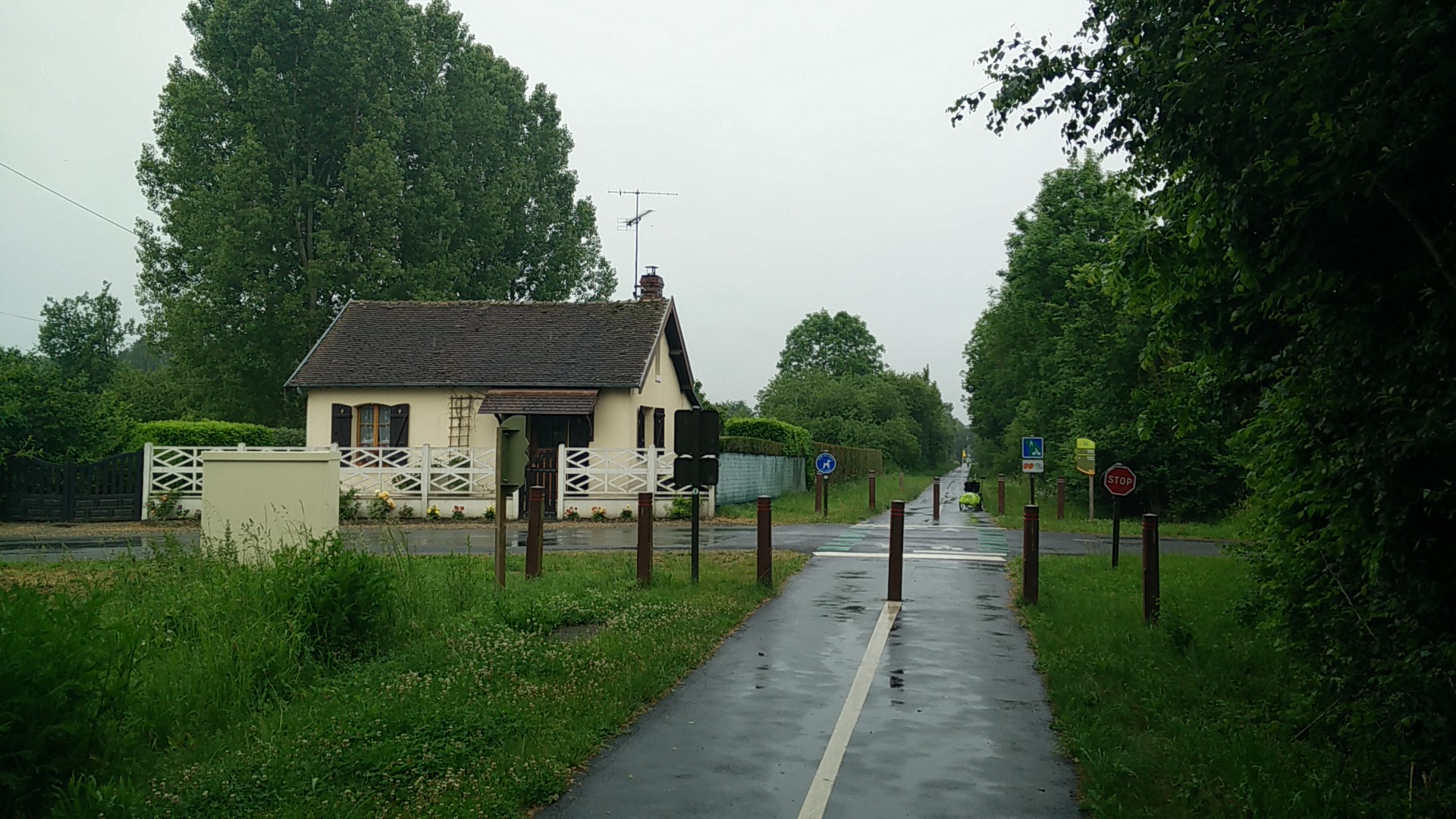
Ferrières-en-Bray (Oise)
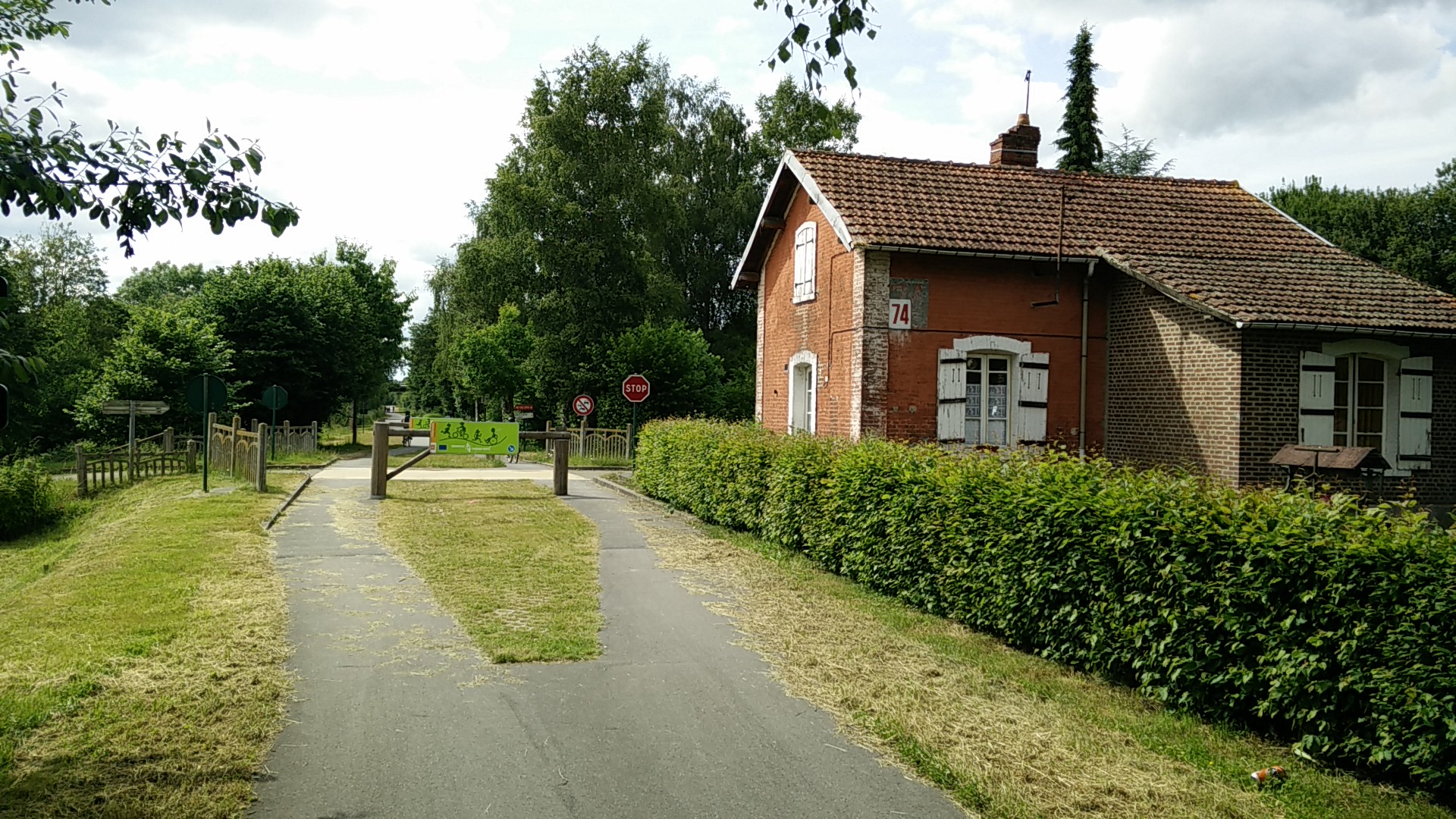
Serqueux (Seine-Maritime)
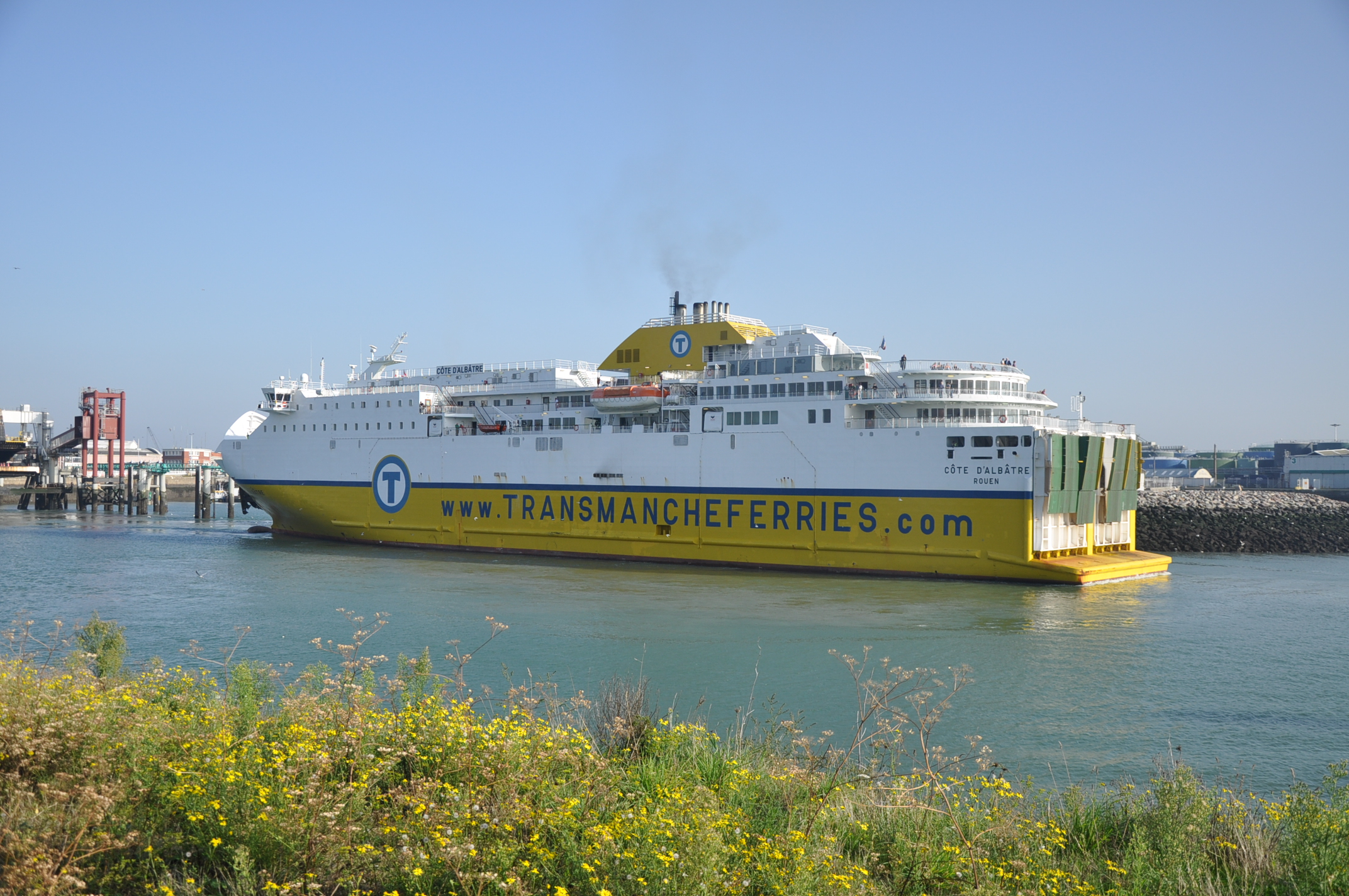
Fähre „Côte d’Albâtre“
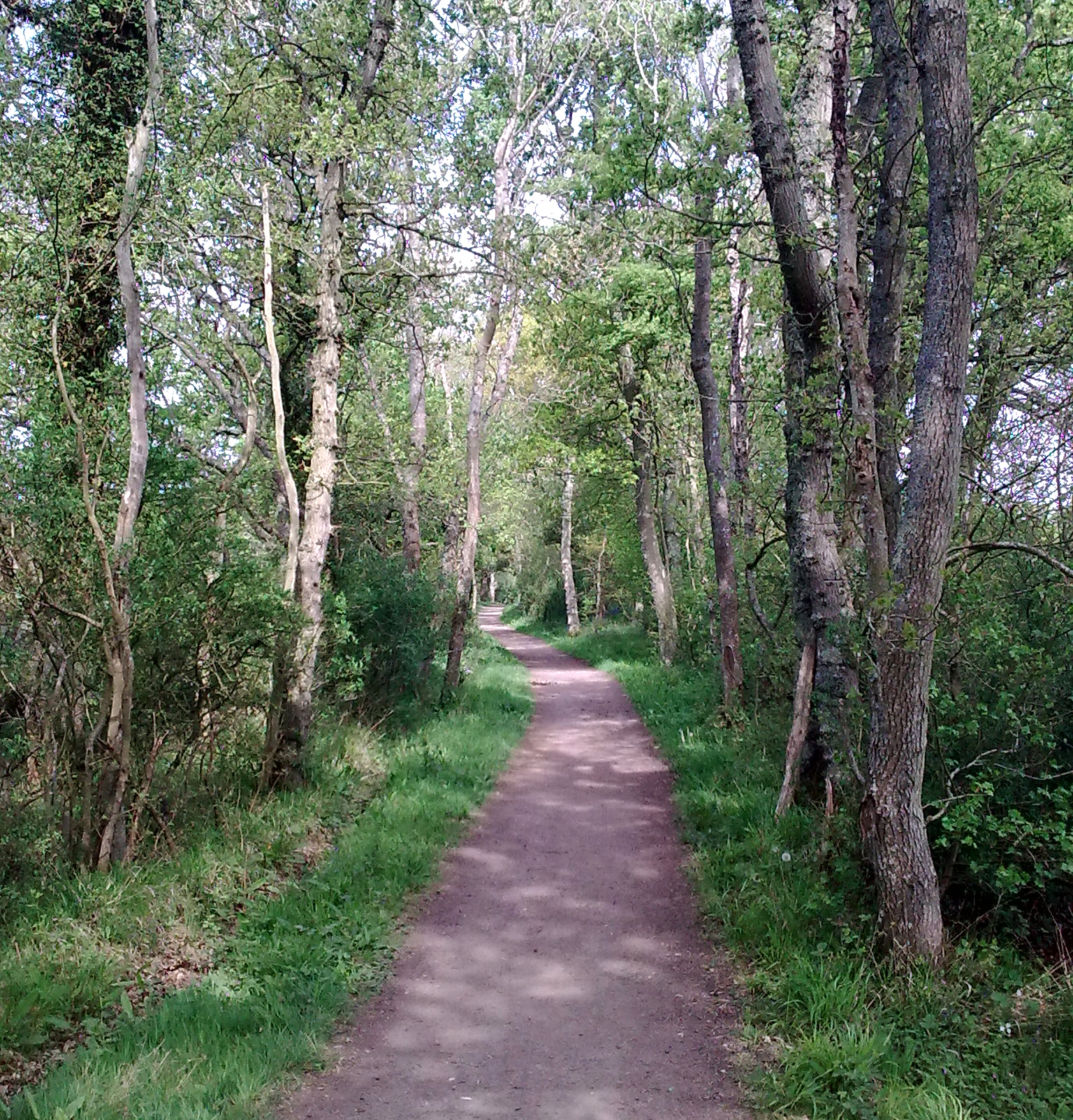
NCN Route 21, nördlich von Heathfield